# Резолюция 744 на Съвета за сигурност на ООН
Резолюция 744 на Съвета за сигурност на ООН е приета без гласуване на 25 февруари 1992 г. по повод кандидатурата на Сан Марино за членство в ООН. С Резолюция 744 Съветът за сигурност препоръчва на Общото събрание на ООН Сан Марино да бъде приет за член на Организацията на обединените нации.